# Hannes Hanso
Hannes Hanso, né le 6 octobre 1971 à Tartu, est un homme politique estonien membre du Parti social-démocrate (SDE).

## Biographie
De 2005 à 2007, Hannes Hanso est conseiller au département de la coopération internationale au ministère de la Défense, puis de 2007 à 2009, conseiller au ministère des Finances.
De 2009 à 2011, il travaille au service diplomatique de l'Union européenne en Chine et en Mongolie. De 2011 à 2013, il est chercheur au Centre international pour la défense et la sécurité.
Il est maire de Kuressaare entre 2013 et 2015.
Le 1er mars 2015, il est élu député au Riigikogu, où il préside de comité des affaires étrangères. Le 15 septembre suivant, il devient ministre de la Défense dans le gouvernement Rõivas II et le demeure jusqu'au 23 novembre 2016.
Il devient député européen en avril 2019 en remplacement d'Ivari Padar, démissionnaire.